# Suzana Nunes
Suzana Pereira Nunes (* 1958 oder 1959 in Brasilien) ist eine brasilianische Chemikerin, die sich auf Membranchemie spezialisiert hat  Seit 2009 forscht und lehrt sie an der König-Abdullah-Universität für Wissenschaft und Technologie (KAUST) in Thuwal, Saudi-Arabien.

## Leben
Suzana Nunes interessierte sich schon als Kind für Mathematik und Naturwissenschaften. Ihre Begeisterung für Chemie wurde geweckt, als sie mit sieben Jahren einen Chemiebaukasten geschenkt bekam. Mit vierzehn wechselte sie auf ein Fachgymnasium für Chemie. 1977 begann sie ihr Studium an der Universidade Estadual de Campinas, wo sie 1981 ihren Bachelor-Abschluss und 1983 ihren Master-Abschluss erlangte. An derselben Universität promovierte sie 1985 bei Fernando Galembeck auf dem Gebiet der Physikalischen Chemie der Polymere und Membranen mit einer Dissertation zum Thema Osmozentrifugation und zentrifugale Ultrafiltration. Mit einem Postdoc-Stipendium der Humboldt-Stiftung forschte sie von Mai 1985 bis Juli 1986 am Institut für Physikalische Chemie der Johannes Gutenberg-Universität Mainz. Zurück in Brasilien arbeitete sie bis Ende 1987 im Forschungszentrum von Pirelli in Brasilien.
Im Anschluss lehrte sie von 1987 bis 1997 am Institut für Chemie der Universität von Campinas als Assistenzprofessorin und Dozentin. Während dieser Zeit war sie 1988 als Gastwissenschaftlerin am Max-Planck-Institut für Polymerforschung in Mainz und 1990 am Tokyo Institute of Technology.
Von 1997 bis 2009 forschte Suzana Nunes am Helmholtzzentrum Geesthacht GKSS (heute Helmholtz-Zentrum Hereon), wo sie die Gruppe Membranen für nachhaltige Energie leitete und strategische deutsche und europäische Projekte für Brennstoffzellenprojekte koordinierte.
Um größere Forschungsfreiheit zu erlangen, entschied sich Suzana Nunes 2009 für einen Wechsel von Deutschland nach Saudi-Arabien. Nach über zwölf Jahren Tätigkeit in der Helmholtz-Gemeinschaft in Deutschland suchte sie nach einem Umfeld, das ihr mehr Unabhängigkeit in ihren wissenschaftlichen Entscheidungen ermöglichen würde. Dieses fand sie schließlich an der neugegründeten King Abdullah University of Science and Technology (KAUST) in Saudi-Arabien. Dort profitiert sie von finanzieller Unterstützung sowie erstklassigen Laboreinrichtungen, so dass sie ihre ehrgeizigen Forschungsprojekte realisieren kann. Ein weiterer Beweggrund für ihren Wechsel war das Bestreben, mehr Frauen für die Wissenschaften zu begeistern. KAUST, als erste koedukative Universität des Landes, bietet auch Frauen ein hochqualifiziertes Chemieingenieurstudium an. Nunes sah darin die Chance, Frauen in der Wissenschaft zu fördern und einen Beitrag zur Weiterentwicklung der Bildung in Saudi-Arabien zu leisten.

## Forschung
Im Laufe ihrer Karriere hat sich Nunes intensiv mit der Entwicklung und Optimierung von Membranen für verschiedene Anwendungen beschäftigt. Ihre Forschung umfasst die Synthese neuer Copolymere, die Funktionalisierung von Nanofüllern und die Entwicklung organisch-anorganischer Nanokomposite für Membrananwendungen. Außerdem nutzt sie funktionalisierte Nanopartikel und Komplexierungsmittel zur Herstellung nanostrukturierter Polymerfilme.
An der KAUST konzentriert sich ihr Labor weiterhin auf neue polymere Materialien und deren Verwendung in Membranen für die Trennung von Flüssigkeiten, Gasen und Dämpfen. Ihr Ziel sind nachhaltige Trennverfahren, die weniger energieintensive Prozesse in der chemischen, petrochemischen und pharmazeutischen Industrie ermöglichen sollen. Zu diesem Zweck werden hochstabile Materialien benötigt. Ihre Gruppe erforscht auch umweltfreundliche Lösungsmittelalternativen für die Herstellung von Membranen, wobei sie auch Polymere aus nichtfossilen Quellen und Methoden in Betracht zieht, die das Recycling und die Kreislaufchemie von Polymermaterialien für die Membranherstellung ermöglichen.

## Veröffentlichungen
Suzana Nunes hat mehrere hundert wissenschaftlich Beiträge veröffentlicht. Im Dezember 2024 hatte sie laut Google Scholar einen h-Index von 73 und laut der Datenbank Scopus einen solchen von 65.

## Auszeichnungen und Mitgliedschaften (Auswahl)
- 1985: Alexander von Humboldt Postdoc Fellowship

- 1988: Assoziiertes Mitglied der Wissenschaftlichen Akademie des Staates Sao Paulo

- 1993 – 1997: Direktorin und Vize-Präsidentin der Brasilianischen Polymer-Gesellschaft
- 2005 – 2009: Mitglied des Direktoriums der European Membrane Society
- 2008 – 2010: Mitglied des Verwaltungsrats des European Membrane House

- 2015: Fellow der Royal Society of Chemistry
- seit 2016: Mitglied des Advisory Board des Barrer Membrane Centre, Imperial College London
- 2020: LEWAS Award[12]
- 2023: UNESCO-L’Oréal-Preis für die Region Afrika und arabische Staaten